# دوین ویتاکر
دان ویتاکر (انگلیسی: Duane Whitaker؛ زادهٔ ۲۳ ژوئن ۱۹۵۹) بازیگر، و فیلم‌نامه‌نویس اهل ایالات متحده آمریکا است. وی از سال ۱۹۷۹ میلادی تاکنون مشغول فعالیت بوده‌است.
از فیلم‌ها یا برنامه‌های تلویزیونی که وی در آن نقش داشته است، می‌توان به داستان عامه‌پسند و اسلج همر! اشاره کرد.